# بالیقتی سارقیل
بالیقتی سارقیل (به قزاقی: Balykty Sarkyl) یک دریاچه در قزاقستان است که در استان قزاقستان غربی واقع شده‌است.